# Anton Josef Christl
Anton Josef Christl, auch Anton Joseph Christl, (2. April 1802 in Regensburg – 2. Februar 1865) war ein deutscher Theaterschauspieler, -regisseur und -leiter.

## Leben
Christl, der Sohn des sogenannten „dicken (Karl) Christl“, eines mittelmäßigen Schauspielers, debütierte bereits am 17. September 1811 als „Otto Gundoldingen“ in Arnold v. Winkelried zu Basel; zog dann mit seinem Vater durch Russland und Deutschland, trat 16 Jahre alt in Agram das erste Engagement an.
Von 1819 bis 1825 in den verschiedensten Fächern als Schauspieler und Regisseur, bei der von seinem Vater begründeten Truppe tätig, übernahm er nach dessen Tod (1825) die Direktion, gab sie jedoch bald wieder auf, um an den Theatern zu Regensburg, Hanau, mehreren Städten der Schweiz, Innsbruck, Salzburg und Graz als Darsteller und Regisseur sich verdient zu machen.
Die nächsten 5 Jahre – mit Ausnahme einer kurzen Direktionsführung in Köln – waren ausschließlich Gastspielreisen durch Deutschland und Russland gewidmet.
Seine originelle Darstellung komischer Rollen, wie „Zwirn“, „Staberl“, „Falsche Catalani“, „Kappelmacher“ etc. machten ihn überall zum willkommenen Gast. Doch weder der große Beifall noch die ihm übertragene Stellung eines Oberregisseurs in Königsberg und technischen Direktors am Koblenzer Stadttheater konnten ihn lange an einen Ort fesseln. Rastlos zog er von Stadt zu Stadt, 1842 sogar nach London. 1843 Regisseur in Würzburg, engagierte er sich in den nächsten Jahren am Sommertheater zu Dresden, führte außerdem im Winter die Oberregie des Altenburger Hoftheaters, ohne dabei seine Gastspiele völlig aufzugeben.
1854 in Haag und Amsterdam, 1855 in Kopenhagen, 1856 in Krakau und andern Städten spielend, gastierte er seit 1858 von neuem in Deutschland, begab sich, nachdem er in Hamburg sein 50-jähriges Künstlerjubiläum begangen hatte, 1863 nach Amsterdam, von dort an das Deutsche Theater in Paris. Nach Deutschland zurückgekehrt erhielt der greise Künstler ein Engagement in Kempten-Lindau. Dort brach er bei seiner Vorstellung des „Hornpipel“ in Maschinenbauer ohnmächtig zusammen. Nach siebentägigen Leiden am starb er am 2. Februar um 2 Uhr früh.
Christl dankte seine Erfolge weit mehr glücklicher Anlage als sorgfältigem Studium. Humoristisch im hohen Grad fehlte es ihm nie an einem scherzhaften Bonmot, einem passenden Extempore und die Zahl seiner selbstgedichteten und komponierten Einlagen war groß.